# Grünkraut
Grünkraut é um município da Alemanha, no distrito de Ravensburg, na região administrativa de Tubinga , estado de Baden-Württemberg.